# Anders Ekelund
Anders Christian Sighsten Ekelund, född 19 januari 1984 i Västra Skrävlinge församling, är en svensk före detta fotbollsspelare och tränare.
Ekelunds moderklubb är Husie IF, där han spelade tills han var 15 år. Han gick då till Malmö FF, där han spelade för klubbens P16, junior, U- och B-lag samt tränade med A-laget under 2003. Det blev dock inget spel i seniorlaget för Ekelund som gick till Bunkeflo IF. Han tillbringade sju år i klubben, som senare slog ihop sig med Limhamns IF och blev IF Limhamn Bunkeflo. Under sin tid i klubben spelade han bland annat i Superettan. I januari 2011 blev han klar för division 1-klubben FC Rosengård.
Efter ha avslutat sin spelarkarriär föregående år, började Ekelund sin tränarkarriär 2012 när han blev tränare för division 4-klubben Bunkeflo FF. Ekelund fick dock sparken av klubben i september samma år. I november 2012 blev han klar som spelande assisterande tränare i division 3-klubben Hyllie IK. Ekelund stannade kvar i Hyllie fram över säsongen 2014. Till säsongen 2015 skrev han på för division 6-klubben FF Vuk. Han gjorde fyra mål för klubben.